# Зазу, Эктор
Эктор Зазу (фр. Hector Zazou, при рождении — Пьер-Андрэ Жоб, фр. Pierre-André Job; 11 июля 1948, Сиди-Бель-Аббес — 8 сентября 2008, Париж) — французский композитор.

## Биография
Родился в семье француза и испанки в Алжире. Дебютировал как музыкант в середине 1970-х годов в составе дуэта ZNR, в котором играл на клавишных и скрипке. С начала 1980-х занимался world music.

## Дискография
- 1976 ZNR Barricades 3
- 1978 ZNR Traité de Mécanique Populaire
- 1979 La Perversita
- 1983 Zazou/Bikaye/CYI Noir & Blanc
- 1985 Zazou/Bikaye Mr. Manager
- 1985 Géographies
- 1986 Reivax au Bongo
- 1988 Zazou/Bikaye Guilty!
- 1989 Geologies
- 1989 Géographies/13 proverbes Africains
- 1990 Zazou/Bikaye/CYI Noir & Blanc (with extra tracks)
- 1991 Hector Zazou & Les Nouvelles Polyphonies Corses Les Nouvelles Polyphonies Corses
- 1992 Sahara Blue
- 1994 Chansons des mers froides
- 1995 Harold Budd/Hector Zazou Glyph
- 1997 Barbara Gogan Made on Earth
- 1998 Lights in the Dark
- 1998 Mimi Goese Soak (four tracks produced by Zazou)
- 1999 Carlos Nuñez Os Amores Libros
- 1999 Laurence Revey Le Creux Des Fees
- 2000 Sandy Dillon & Hector Zazou 12 (Las Vegas is Cursed)
- 2000 Bigazzi/Chianura/Henson Drop 6—The Wolf and the Moon
- 2000 Various artists Drop 5.1
- 2001 Anne Grete Preus Alfabet
- 2002 PGR Per Grazia Ricevuta
- 2003 Sevara Nazarkhan Yol Bolsin
- 2003 Strong Currents
- 2004 L’absence
- 2006 Hector Zazou and Bernard Caillaud Quadri(+)Chromies
- 2008 Corps électriques
- 2008 Hector Zazou & Swara In The House Of Mirrors